# Thelotrema myriocarpum
Thelotrema myriocarpum är en lavart som beskrevs av Fée. Thelotrema myriocarpum ingår i släktet Thelotrema och familjen Graphidaceae.   Inga underarter finns listade i Catalogue of Life.